# Storgrundet (Rödkallen)
Storgrundet  is een Zweeds eiland / zandbank behorend tot de Lule-archipel. Het eiland maakt deel uit van het Rödkallens Natuurreservaat. Storgrundet ligt aan de zuidoostpunt van Rödkallen. Het heeft geen oeververbinding en is onbebouwd.